# Leichtathletik-Weltmeisterschaften 2023/Teilnehmer (Vietnam)
| Goldmedaillen | Silbermedaillen | Bronzemedaillen |
| ------------- | --------------- | --------------- |
| —             | —               | —               |

Der Leichtathletikverband von Vietnam hat für die Leichtathletik-Weltmeisterschaften 2023 in Budapest eine Sportlerin gemeldet.

## Ergebnisse

### Frauen

#### Laufdisziplinen
| Nguyễn Thị Oanh | 1500 m | 4:12,28 min | 13 | DNQ | DNQ | – | – | – | – |